# North Burntbush River
North Burntbush River är ett vattendrag i Kanada.   Det ligger i provinsen Ontario, i den sydöstra delen av landet, 600 km nordväst om huvudstaden Ottawa. North Burntbush River ligger vid sjön Singer Lake.
I omgivningarna runt North Burntbush River växer i huvudsak blandskog. Trakten runt North Burntbush River är nära nog obefolkad, med mindre än två invånare per kvadratkilometer.